# Coccineorchis warszewicziana
Coccineorchis warszewicziana är en orkidéart som beskrevs av Szlach., Rutk. och Joanna Mytnik-Ejsmont. Coccineorchis warszewicziana ingår i släktet Coccineorchis, och familjen orkidéer.
Artens utbredningsområde är Costa Rica. Inga underarter finns listade i Catalogue of Life.